# Chemical Society of Japan
La Sociedad Química de Japón (CSJ) es una sociedad científica y asociación profesional, fundada en 1878 para el desarrollo de la investigación en química. Su objetivo es promover la química en la ciencia y la industria, en colaboración con otras sociedades nacionales e internacionales.

## Historia
Esta sociedad científica siguió el modelo de la Sociedad Química Británica (British Chemical Society), que fue precursora de la Royal Society of Chemistry. Como su análoga británica, la asociación japonesa trató de fomentar la comunicación de nuevas ideas y hechos dentro de Japón y en el ámbito internacional.
Inicialmente fue llamada Chemical Society, cuando fue fundada por jóvenes estudiantes que deseaban avanzar en la investigación en química. Más tarde, se le denominó The Tokyo Chemical Society, y, finalmente, recibió el nombre (en inglés) de Chemical Society of Japan.
En 1948, se fusionó con la Society of Chemical Industry, fundada en 1898. Actualmente cuenta con más de 34.000 químicos asociados.

## Organización
Está organizada en 7 secciones regionales: Hokkaido, Tohoku, Kantou, Toukai, Kinki, Chugoku/Shikoku y Kyushu.  También posee 5 divisiones y 16 grupos de investigación.

## Actividades
La sociedad edita la revista científica Bulletin of the Chemical Society of Japan (BCSJ) desde 1926.  Otras publicaciones de la sociedad son:
- Bioscience, Biotechnology, and Biochemistry
- Chemistry Letters